# Tony Nash
Pour les articles homonymes, voir Nash.
Tony Nash, né le 18 mars 1936 à Amersham  et mort le 17 mars 2022, est un bobeur britannique notamment champion olympique de bob à deux en 1964.

## Biographie
Avec Robin Dixon, Tony Nash est médaillé de bronze en bob à deux aux championnats du monde de 1963 à Igls en Autriche. L'année suivante, aux Jeux olympiques d'hiver d'Innsbruck en Autriche, ils sont sacrés champions olympiques sur la même piste, devenant les seuls champions olympiques britanniques de l'histoire en bobsleigh. Nash et Dixon sont également champions du monde en 1965 à Saint-Moritz en Suisse puis médaillés de bronze aux championnats du monde de 1966 à Cortina d'Ampezzo en Italie. Ils sont membres de l'ordre de l'Empire britannique,.

## Palmarès

### Jeux Olympiques
- : médaillé d'or en bob à deux aux Jeux olympiques d'hiver de 1964.

### Championnats monde
- : médaillé d'or en bob à 2 aux championnats monde de 1965.
- : médaillé de bronze en bob à 2 aux championnats monde de 1963 et 1966.